# Sabina Hafner
Sabina Hafner est une bobeuse suisse, née le 10 mai 1984 à Liestal.

## Biographie
Elle entre dans l'équipe nationale en 2004.
Aux Jeux olympiques d'hiver de 2006, elle est 10e du bob à deux.
Entre-temps, elle remporte deux médailles aux Championnats du monde par équipes, le bronze en 2007 et l'argent en 2009.
En 2010, elle est vice-championne d'Europe. Aux Jeux olympiques d'hiver de 2010, elle est 12e du bob à deux.  

## Palmarès

### Championnats monde
- : médaillé d'argent en équipe mixte aux championnats monde de 2009.
- : médaillé de bronze en équipe mixte aux championnats monde de 2007.

### Coupe du monde
- 1 podium : 
  - en bob à 2 : 1 deuxième place.